# 阳霖
阳霖（義大利語：Gaetano Pollio；1911年12月30日—1991年3月13日），字伯雨，是天主教意大利籍總主教及宗座外方傳教會會士。曾任開封總教區總主教（1946年-1960年）。

## 生平

### 鐸職
1911年12月30日，陽霖出生在義大利南部坎帕尼亞大區那不勒斯廣域市的市鎮梅塔的一個虔誠富有信徒家庭，洗名基坦諾。1927年，他15歲時加入宗座外方傳教會，畢業于宗座傳信大學。1934年9月22日，陽霖在22歲時晉鐸，一年後被派遣前往中華民國河南省傳教。

### 中國傳教及牧職
1946年4月11日，聖座在中國設立聖統制，開封宗座代牧區升格為開封總教區。12月12日，34歲的陽霖獲時任教宗庇護十二世任命為河南開封總教區總主教。1947年4月13日，在開封耶穌聖心主教座堂由聖座駐華公使黎培理總主教主禮，河南衛輝教區主教祁濟眾、河南南陽教區主教梅先春襄禮晉牧。
陽霖總主教任內在開封創辦華陽中學和公教醫院，並主禮分別於1949年為楊祥太及1950年為張懷信晉鐸。可是，在1948年6月解放军占领开封及在1949年10月1日中國共產黨在中國大陸地區建立中華人民共和國，針對天主教進行宗教迫害及打壓，教會已經無法正常運作。1951年4月2日阳霖總主教被捕，且同年9月21日衼判处有期徒刑6个月及驱逐出境，罪名为「反革命罪，制造谣言，鼓吹第三次世界大战，恶毒攻击党和人民政府，污蔑和反对苏联，殴打和迫害爱国学生，阻扰进步青年参加革命和青年团」。

### 回義大利後
同年10月，陽霖總主教回到義大利，並在宗座外方傳教會總部工作。1960年9月8日至1969年2月5日期間，出任義大利南部的奧特朗托總教區總主教。陽總主教曾出席1962年至1965年間舉行的梵蒂岡第二屆大公會議。1968年曾短暫兼任烏真托-聖瑪利亞迪萊烏卡教區宗座署理。
1969年2月5日，陽總主教在57歲時出任薩萊諾總教區總主教。1973年8月4日兼任阿切爾諾教區宗座署理，且在1973年8月4日兼任坎帕尼亞教區主教。
1984年10月20日，陽霖總主教在72歲時榮休。1991年3月13日，陽霖總主教在義大利南部坎帕尼亞大區大城市那不勒斯去世，享年79歲。